# Lijst van voetbalinterlands Griekenland - Polen
Deze lijst van voetbalinterlands is een overzicht van alle officiële voetbalwedstrijden tussen de nationale teams van Griekenland en Polen. De landen speelden tot op heden zeventien keer tegen elkaar. Het eerste duel betrof een vriendschappelijke wedstrijd, die werd gespeeld  in Warschau op 22 mei 1963. De laatste ontmoeting, eveneens een vriendschappelijke wedstrijd, vond plaats op 16 juni 2015 in Gdańsk.

## Wedstrijden
| №  | Plaats       | Datum            | Competitie           | Wedstrijd           | Uitslag |
| -- | ------------ | ---------------- | -------------------- | ------------------- | ------- |
| 1  | Warschau     | 22 mei 1963      | Vriendschappelijk    | Polen – Griekenland | 4 – 0   |
| 2  | Athene       | 16 oktober 1963  | Vriendschappelijk    | Griekenland – Polen | 3 – 1   |
| 3  | Warschau     | 15 mei 1974      | Vriendschappelijk    | Polen – Griekenland | 2 – 0   |
| 4  | Athene       | 6 mei 1976       | Vriendschappelijk    | Griekenland – Polen | 1 – 0   |
| 5  | Poznań       | 5 april 1978     | Vriendschappelijk    | Polen – Griekenland | 5 – 2   |
| 6  | Zabrze       | 17 oktober 1984  | WK 1986 kwalificatie | Polen – Griekenland | 3 – 1   |
| 7  | Athene       | 19 mei 1985      | WK 1986 kwalificatie | Griekenland – Polen | 1 – 4   |
| 8  | Poznań       | 15 oktober 1986  | EK 1988 kwalificatie | Polen – Griekenland | 2 – 1   |
| 9  | Athene       | 29 april 1987    | EK 1988 kwalificatie | Griekenland – Polen | 1 – 0   |
| 10 | Warschau     | 5 september 1989 | Vriendschappelijk    | Polen – Griekenland | 3 – 0   |
| 11 | Volos        | 19 december 1990 | Vriendschappelijk    | Griekenland – Polen | 1 – 2   |
| 12 | Thessaloniki | 23 maart 1994    | Vriendschappelijk    | Griekenland – Polen | 0 – 0   |
| 13 | Szczecin     | 29 mei 2004      | Vriendschappelijk    | Polen – Griekenland | 1 – 0   |
| 14 | Bydgoszcz    | 12 augustus 2009 | Vriendschappelijk    | Polen – Griekenland | 2 – 0   |
| 15 | Larisa       | 29 maart 2011    | Vriendschappelijk    | Griekenland – Polen | 0 – 0   |
| 16 | Warschau     | 8 juni 2012      | EK 2012              | Polen – Griekenland | 1 – 1   |
| 17 | Gdańsk       | 16 juni 2015     | Vriendschappelijk    | Polen − Griekenland | 0 − 0   |

## Samenvatting
| Competitie        | Totaal gespeeld | Winst Griekenland | Gelijk | Winst Polen | Doelsaldo Griekenland – Polen |
| ----------------- | --------------- | ----------------- | ------ | ----------- | ----------------------------- |
| WK-kwalificatie   | 2               | 0                 | 0      | 2           | 2 − 7                         |
| EK-eindronde      | 1               | 0                 | 1      | 0           | 1 − 1                         |
| EK-kwalificatie   | 2               | 1                 | 0      | 1           | 2 − 2                         |
| Vriendschappelijk | 12              | 2                 | 3      | 7           | 7 − 20                        |
| Totaal            | 17              | 3                 | 4      | 10          | 12 − 30                       |

## Details

### Zesde ontmoeting
| WK 1986 kwalificatie (Zabrze, Polen, 17 oktober 1984):                     |       |                       |
| Polen                                                                      | 3 – 1 | Griekenland           |
| Włodzimierz Smolarek 62' Dariusz Dziekanowski 65' Dariusz Dziekanowski 79' | goals | 35' Tasos Mitropoulos |

### Zevende ontmoeting
| WK 1986 kwalificatie (Athene, Griekenland, 19 mei 1985): |       |                                                                                           |
| Griekenland                                              | 1 – 4 | Polen                                                                                     |
| Nikos Anastopoulos 47'                                   | goals | 25' Włodzimierz Smolarek 58' Marek Ostrowski 78' Zbigniew Boniek 90' Dariusz Dziekanowski |

### Achtste ontmoeting
| EK 1988 kwalificatie (Zabrze, Polen, 15 oktober 1986):         |       |                               |
| Polen                                                          | 2 – 1 | Griekenland                   |
| Dariusz Dziekanowski 5' (pen.) Dariusz Dziekanowski 40' (pen.) | goals | 13' (pen.) Nikos Anastopoulos |

### Twaalfde ontmoeting
| Vriendschappelijk (Thessaloniki, Griekenland, 23 maart 1994): |       |       |
| Griekenland                                                   | 0 – 0 | Polen |
|                                                               | goals |       |

### Vijftiende ontmoeting
| Vriendschappelijk (Larisa, Griekenland, 29 maart 2011): |       |       |
| Griekenland                                             | 0 – 0 | Polen |
|                                                         | goals |       |

### Zestiende ontmoeting
| EK 2012 (Warschau, Polen, 8 juni 2012): |              | |
| Polen | 1 – 1        | Griekenland |
| Robert Lewandowski 17' | goals        | 51' Dimitrios Salpigidis |
| Franciszek Smuda | bondscoach   | Fernando Santos |
| Wojciech Szczęsny Sebastian Boenisch Marcin Wasilewski Damien Perquis Łukasz Piszczek Eugen Polanski Maciej Rybus 70' Ludovic Obraniak Rafał Murawski Jakub Błaszczykowski Robert Lewandowski | opstellingen | Konstantinos Chalkias Ioannis Maniatis 37' Avraam Papadopoulos Vasilis Torosidis Sokratis Papastathopoulos José Holebas Giorgos Karagounis 46' Sotiris Ninis Kostas Katsouranis Georgios Samaras 68' Theofanis Gekas |
| Przemysław Tytoń 70' | wissels      | 37' Kyriakos Papadopoulos 46' Dimitrios Salpigidis 68' Kostas Fortounis |
| | gele kaarten | 45+2' José Holebas 53' Giorgos Karagounis |
| Wojciech Szczęsny 69' | rode kaarten | 35', 44' Sokratis Papastathopoulos |

EPO · A-internationals · Bondscoaches · Selecties · Grieks vrouwenelftal · Olympisch elftal · Griekenland U21 · Griekenland U20 · Griekenland U19 · Griekenland U18 · Griekenland U17 · Griekenland U16
1920 – 1929 ·
1930 – 1939 ·
1940 – 1949 ·
1950 – 1959 ·
1960 – 1969 ·
1970 – 1979 ·
1980 – 1989 ·
1990 – 1999 ·
2000 – 2009 ·
2010 – 2019 ·
2020 − 2029
EK 1980 · 
EK 2004 · 
EK 2008 · 
EK 2012
WK 1994 · 
WK 2010 · 
WK 2014
OS 1920 · 
OS 1952 · 
OS 2004
1920 · 
1921–1928 · 
1929 · 
1930 · 
1931 · 
1932 · 
1933 · 
1934 · 
1935 · 
1936 · 
1937 · 
1938 · 
1939–1947 · 
1948 · 
1949 · 
1950 · 
1952 · 
1952 · 
1953 · 
1954 · 
1955 · 
1956 · 
1957 · 
1958 · 
1959 · 
1960 · 
1961 · 
1962 · 
1963 · 
1964 · 
1965 · 
1966 · 
1967 · 
1968 · 
1969 · 
1970 · 
1971 · 
1972 · 
1973 · 
1974 · 
1975 · 
1976 · 
1977 · 
1978 · 
1979 · 
1980 · 
1981 · 
1982 · 
1983 · 
1984 · 
1985 · 
1986 · 
1987 · 
1988 · 
1989 · 
1990 · 
1991 ·
1992 · 
1993 · 
1994 · 
1995 · 
1996 · 
1997 · 
1998 · 
1999 · 
2000 · 
2001 · 
2002 · 
2003 · 
2004 · 
2005 · 
2006 · 
2007 · 
2008 · 
2009 · 
2010 · 
2011 · 
2012 · 
2013 · 
2014 · 
2015 · 
2016 · 
2017 · 
2018 ·
2019 ·
2020 ·
2021 ·
2022 ·
2023
Albanië ·
Argentinië ·
Armenië ·
Australië ·
België ·
Bolivia ·
Bosnië en Herzegovina ·
Brazilië ·
Bulgarije ·
Canada ·
Chili ·
Colombia ·
Costa Rica ·
Cyprus ·
Denemarken ·
DDR · 
Duitsland ·
Ecuador · 
Egypte ·
El Salvador ·
Engeland ·
Estland ·
Ethiopië ·
Faeröer ·
Finland ·
Frankrijk ·
Georgië ·
Ghana ·
Gibraltar ·
Honduras ·
Hongarije ·
Ierland ·
IJsland ·
Israël ·
Italië ·
Ivoorkust ·
Japan ·
Joegoslavië ·
Kameroen ·
Kazachstan ·
Kosovo ·
Kroatië ·
Letland ·
Libië ·
Liechtenstein ·
Litouwen ·
Luxemburg ·
Malta ·
Marokko ·
Mexico ·
Moldavië ·
Montenegro ·
Nederland ·
Nieuw-Zeeland ·
Nigeria ·
Noord-Ierland ·
Noord-Korea · 
Noorwegen ·
Oekraïne ·
Oostenrijk ·
Palestina ·
Paraguay · 
Polen ·
Portugal ·
Qatar ·
Roemenië ·
Rusland ·
San Marino ·
Saoedi-Arabië · 
Schotland ·
Senegal · 
Servië · 
Slovenië ·
Slowakije ·
Sovjet-Unie ·
Spanje ·
Syrië ·
Tsjechië ·
Tsjecho-Slowakije ·
Turkije ·
Verenigde Staten ·
Wales ·
Wit-Rusland · 
Zuid-Korea ·
Zweden ·
Zwitserland
Colombia (2014) · 
Costa Rica (2014) · 
Duitsland (2012) · 
Ivoorkust (2014) · 
Japan (2014) ·
Polen (2012) ·
Portugal (2004, 2) · 
Rusland (2008) ·
Rusland (2012) ·
Spanje (2008) ·
Tsjechië (2012) ·
Zuid-Korea (2010) ·
Zweden (2008)
Poolse voetbalbond · A-internationals · Selecties · Statistieken · Pools vrouwenelftal · Olympisch elftal · Polen U21 · Polen U20 · Polen U19 · Polen U18 · Polen U17 · Polen U16
1921 – 1929 ·
1930 – 1939 ·
1940 – 1949 ·
1950 – 1959 ·
1960 – 1969 ·
1970 – 1979 ·
1980 – 1989 ·
1990 – 1999 ·
2000 – 2009 ·
2010 – 2019 ·
2020 – 2029
EK 2008 · 
EK 2012 · 
EK 2016 · 
EK 2020
WK 1938 ·
WK 1974 ·
WK 1978 ·
WK 1982 ·
WK 1986 ·
WK 2002 ·
WK 2006 ·
WK 2018
OS 1924 ·
OS 1936 ·
OS 1972 ·
OS 1976 ·
OS 1992
1921 · 
1922 · 
1923 · 
1924 · 
1925 · 
1926 · 
1927 · 
1928 · 
1929 · 
1930 · 
1931 · 
1932 · 
1933 · 
1934 · 
1935 · 
1936 · 
1937 · 
1938 · 
1939 · 
1940–1946 · 
1947 · 
1948 · 
1949 · 
1950 · 
1951 · 
1952 · 
1953 · 
1954 · 
1955 · 
1956 · 
1957 · 
1958 · 
1959 · 
1960 · 
1961 · 
1962 · 
1963 · 
1964 · 
1965 · 
1966 · 
1967 · 
1968 · 
1969 · 
1970 · 
1971 · 
1972 · 
1973 · 
1974 · 
1975 · 
1976 · 
1977 · 
1978 · 
1979 · 
1980 · 
1981 · 
1982 · 
1983 · 
1984 · 
1985 · 
1986 · 
1987 · 
1988 · 
1989 · 
1990 · 
1991 · 
1992 · 
1993 · 
1994 · 
1995 · 
1996 · 
1997 · 
1998 · 
1999 · 
2000 · 
2001 · 
2002 · 
2003 · 
2004 · 
2005 · 
2006 · 
2007 · 
2008 · 
2009 · 
2010 · 
2011 · 
2012 · 
2013 · 
2014 ·
2015 ·
2016 ·
2017 ·
2018 ·
2019 ·
2020 ·
2021
Albanië ·
Algerije ·
Andorra ·
Argentinië ·
Armenië ·
Australië ·
Azerbeidzjan ·
België ·
Bolivia ·
Bosnië en Herzegovina ·
Brazilië ·
Bulgarije ·
Canada ·
Chili ·
China ·
Colombia ·
Costa Rica ·
Cyprus ·
DDR ·
Denemarken ·
Duitsland ·
Ecuador ·
Egypte ·
Engeland ·
Estland ·
Faeröer · 
Finland ·
Frankrijk ·
Georgië ·
Gibraltar ·
Griekenland ·
Guatemala ·
Haïti ·
Hongarije ·
Ierland ·
India ·
Irak ·
Iran ·
Israël ·
Italië ·
Ivoorkust ·
IJsland ·
Japan ·
Joegoslavië ·
Kameroen ·
Kazachstan ·
Koeweit ·
Kroatië ·
Letland ·
Libië ·
Liechtenstein ·
Litouwen ·
Luxemburg ·
Marokko ·
Malta ·
Mexico ·
Moldavië ·
Montenegro ·
Nederland ·
Nieuw-Zeeland ·
Nigeria ·
Noord-Ierland ·
Noord-Korea ·
Noord-Macedonië ·
Noorwegen ·
Oekraïne ·
Oostenrijk ·
Peru ·
Portugal ·
Roemenië ·
Rusland ·
San Marino ·
Saoedi-Arabië · 
Schotland ·
Senegal ·
Servië ·
Servië en Montenegro · 
Singapore ·
Slovenië ·
Slowakije ·
Sovjet-Unie ·
Spanje ·
Thailand · 
Tsjechië ·
Tsjecho-Slowakije ·
Tunesië ·
Turkije ·
Uruguay ·
Verenigde Arabische Emiraten ·
Verenigde Staten ·
Wales ·
Wit-Rusland ·
Zuid-Afrika ·
Zuid-Korea ·
Zweden ·
Zwitserland
België (1982) ·
Colombia (2018) ·
Costa Rica (2006) ·
Duitsland (2006) ·
Duitsland (2008) ·
Duitsland (2016) ·
Ecuador (2006) ·
Frankrijk (1982) ·
Frankrijk (2022) ·
Griekenland (2012) ·
Italië (1982, 1) ·
Italië (1982, 2) ·
Japan (2018) ·
Kameroen (1982) ·
Kroatië (2008) ·
Noord-Ierland (2016) ·
Oostenrijk (2008) ·
Peru (1982) ·
Rusland (2012) ·
Senegal (2018) ·
Slowakije (2021) ·
Sovjet-Unie (1982) ·
Spanje (2021) ·
Tsjechië (2012) ·
Zweden (2021)